# Interestatal 94 (Illinois)
La Interestatal 94 (abreviada I-94) es una autopista interestatal ubicada en el estado de Illinois. La autopista inicia en el oeste desde la I 94  , US 41  cerca de Zion hacia el este en la I 80  , I 94 , US 6  en Lansing. La autopista tiene una longitud de 125,5 km (78.00 mi).

## Mantenimiento
Al igual que las carreteras estatales, las carreteras federales, la Interestatal 94 es administrada y mantenida por el Departamento de Transporte de Illinois.

## Cruces
La Interestatal 94 es atravesada principalmente por la  I 290  I 90  I 55  I 57 en Chicago.